# Vailets de Ripollet
Els Vailets de Ripollet van ser una colla castellera de la vila de Ripollet. Van néixer l'any 1996, van descarregar tota la gamma de castells fins al 5 de 7 i van intentar el 2 de 7. L'any 2007 es va dissoldre la colla.
La diada d'aniversari es feia l'1 de maig. L'actuació de la festa Major de la vila la celebraven el dissabte abans de l'últim diumenge d'agost. La Diada de la Colla la celebraven el primer diumenge de novembre.

## Imatge

### Color de camisa
El color de les camises dels Vailets de Ripollet era el groc pollet, tonalitat que apareix a l'escut de la ciutat. El pollet és el senyal parlant referent al nom de la vila, el qual ja apareixia en un segell municipal de 1700.

### Escut
L'escut de la colla constava d'un dibuix d'un pollet groc amb mocador vermell i faixa negra fent l'aleta. El pollet, al centre de l'escut, es trobava sobre un cercle blau de fons. A fora del cercle i seguint-ne la curvatura, hi havia el nom de la colla: "Vailets" a la part superior i "de Ripollet" a la inferior.